# デリバリーシンデレラ
『デリバリーシンデレラ』（Delivery Cinderella）は、NONによる日本の漫画作品。『週刊ヤングジャンプ』（集英社）にて、2010年6号（2010年1月7日発売）から2012年30号（2012年6月21日発売）まで連載されていた。
昼は介護士を目指して東京の大学に通い、夜は風俗嬢として働く女子大生を主人公としたコメディが描かれる。

## ストーリー
介護士を目指して東京のとある大学に通う山田雅美はどこにでもいる地味な女子大生。しかし、夜になるとデリヘル嬢ミヤビに変身するのであった。
元々は学校へ行くお金を稼ぐ為、勉強する時間を効率よく確保する為、高時給の仕事を探した結果、デリヘル嬢という職に就く。一生懸命な性格でお客さんに喜んでもらえるようにと考えはじめ、この仕事にやりがいを感じていく。

## 登場人物

### 主要人物
山田 雅美（やまだ まさみ）／ミヤビ
本作の主人公。昼間は女子大生『雅美』、夜はデリヘル嬢『ミヤビ』という二面性を持っている。普段は眼鏡をしており、ミヤビの時はコンタクトを使用。
幼い頃に父が障害者となり、中学3年生の時に母が病死する。その関係で父とギクシャクしてしまい、父によって叔母に引き取られる。叔母の山猫荘を手伝うも、ミスして迷惑かけてしまい、叔母とも関係が悪くなる。高校3年生の頃には努力の甲斐あって山猫荘の仕事もうまくいくも、叔母との関係も変わらず、山猫荘の従業員から陰口を叩かれる。そんな中、カメラマンの相澤と出会い、東京陽光大学の情報を渡される。そこに行くためにバイトするも疲労する。そんな中、酒場の馬場から金と引き替えに肉体関係を強要されるも、相澤に助けられる。相澤から事情を聞いた叔母から受験料と入学費を借金として渡される。この一件で相澤に好意を抱き、初体験をするも、仕事の関係で別れる。
大学入学で上京し、風俗の仕事を探していた際、デリヘル嬢をしていた東條雫と出会う。彼女から仕事を紹介され、フェアリーテイルで働くことになった。貯金が貯まった後は常連客のみを受付することに。
黒木とは最初指名されて話すだけだったが、彼からの質問で本名を打ち明けて、彼と親交を深める。最終的に恋仲になり、結婚する。
黒木 潤（くろき じゅん）
ミヤビの客。モフモフ動物病院に務める獣医。実業家の父親を持つ。
風俗嬢マリアと婚約していたが、彼女が風俗嬢であることが親にバレて彼女の自殺で失った。
ミヤビを指名するも、話すのみで最初の1回目からお互いの本名を打ち明ける。3回目の指名時に自身の動物病院を紹介し、ミヤビの猫を診る。
ミヤビと恋仲になり、結婚する。

### 東京陽光大学福祉科
松本 亜紀（まつもと あき）
雅美の親友。太った体型の女子大生。明朗快活な性格。
佐々木 香（ささき かおり）
雅美の大学の同級生。やや高飛車気味な性格。
雅美とホテルで偶然出会ったことがきっかけでデリヘル嬢だということを知ってしまい、動揺する。
姉がいる。父が母や姉を裏切って浮気していたことを知り、それを明かしたが、病弱だった母が身体を壊してしまう。そのことに負い目を感じており、父を恨んでいる。この経緯で風俗に対しても不潔に感じていた。ただし、ミヤビのことは嫌いではなかった。
金子（かねこ）
女好きの軽い男性。

### デリバリーヘルス「フェアリーテイル」

#### 店長・店員
宮前（みやまえ）
フェアリーテイルの店長。趣味はギャンブル。
シュン
フェアリーテイルの副店長。レンと付き合う。
東條雫
雅美に仕事を紹介した人。過去にフェアリーテイルのデリヘル嬢でもあった。
レン
デリヘル嬢。ミヤビの先輩。28歳。元レースクイーン。SMの女王様でもある。
元はSMクラブ「バク」の風俗嬢でもあった。シュンと付き合う。
サクラ
デリヘル嬢。ミヤビの先輩。26歳。元看護士。実は既婚者だったが、夫婦関係は冷え切っていた。夫と和解しデリヘル嬢を辞めて、夫婦でフランスへ行く。
ミチル
デリヘル嬢。ミヤビとは同期。19歳。明るく人懐っこい性格。
最初は本番行為をして指名を貰っていたが、安住やミヤビから諭されて改心する。その後はミヤビに懐く。
松子
フェアリーテイルで接客チェックをしている。元𠮷原の高級ソープのナンバー1のソープ嬢。
モモ
デリヘル嬢。新人。23歳。ぽっちゃりした感じの娘。学生時代はいじめられていた。
ミヤビに諭されて、風俗嬢を辞めてアロマ店で働く。
ナギサ
デリヘル嬢。新人。18歳。ノリの良い黒ギャル。
借金する彼氏に愛想尽きて、風俗嬢を辞める。

#### 客
安住
宮前の高校の同級生。政治家。
新井
ミヤビに本番行為を要求するも断られる。ただし、常連客となる。途中でミチルを指名する。
熊さん
ミヤビの客。ミヤビが風俗嬢であることに葛藤していた際は励ます。
ミヤビの最後の勤務日は1ヶ月前から予約していたが、ミヤビが辞めることを悟っており、その日はプレイをせずミヤビと晩餐する。
ミヤビからは父のような人と思われていた。

### その他
ノブ
大学生。ミヤビに告白するが、彼女が風俗嬢であることを明かされる。風俗嬢を辞めて付き合うつもりのないミヤビと別れる。
天野
デリヘル店のオーナー。ミヤビをスカウトしようとするも、断られる。
飯塚修平
ノブの友人。
相澤和哉
カメラマン。風俗嬢となったミヤビと再会する。
美羽
雅美の従妹。ミヤビのことは姉のように慕っている。
美羽の叔母
旅館「山猫荘」の女将。ミヤビのことは快く思っていないが、変なお金に手を出していないか、人の迷惑をかけていないか気にかけていた
マリア
黒木の元婚約者。ソープランド「ジュエリー」の風俗嬢。両親の借金で海外に売り飛ばされる際、堀田に仕事を紹介されて風俗嬢となる。
レン、雫はSNS「ナイトリビング」で出会う。黒木の2つ年上で、黒木のバイト先のバーによく来ており、互いに好意を抱いていた。
堀田からは暴力を振るわれていた。
風俗嬢であることが黒木の親にバレて自殺する。
堀田
ソープランド「ジュエリー」の店長。マリアのことは金稼ぎ道具に思っており、彼女が結婚する際にマリアが風俗嬢であることを黒木の親に匿名で明かし、彼女を自殺に追い込む。
しかし、そのことに思う事があってかマリアの葬式に来ていた。

## 書誌情報

### 漫画
- NON 『デリバリーシンデレラ』 集英社〈ヤングジャンプ・コミックス〉、全11巻
  1. 2010年5月19日発売 ISBN 978-4-08-877856-3
  2. 2010年8月19日発売 ISBN 978-4-08-879008-4
  3. 2010年9月17日発売 ISBN 978-4-08-879032-9
  4. 2010年12月17日発売 ISBN 978-4-08-879078-7
  5. 2011年3月19日発売 ISBN 978-4-08-879117-3
  6. 2011年6月17日発売 ISBN 978-4-08-879146-3
  7. 2011年9月16日発売 ISBN 978-4-08-879204-0
  8. 2011年12月19日発売 ISBN 978-4-08-879240-8
  9. 2012年4月19日発売 ISBN 978-4-08-879316-0
  10. 2012年7月19日発売 ISBN 978-4-08-879374-0
  11. 2012年7月19日発売 ISBN 978-4-08-879375-7

### 小説
- 原作：NON / 著者：藤原亜姫 2012年4月19日発売 ISBN 978-4-08-780642-7[13]